# Ушлово
У́шлово (бел. Вушлава) — деревня в составе Мощаницкого сельсовета Белыничского района Могилёвской области Республики Беларусь.
До декабря 2012 года входила в состав упразднённого Эсьмонского сельсовета.

## Население
- 2010 год — 10 человек
- 2014 год — 6 человек